# نخستین روز آزادی
نخستین روز آزادی (لهستانی: Pierwszy dzień wolności) فیلمی درام به کارگردانی الکساندر فورد است که در سال ۱۹۶۴ منتشر شد. این فیلم در جشنواره فیلم کن ۱۹۶۵ به نمایش درآمد.

## گزیدهٔ بازیگران
- بئاتا تیشکیه‌ویچ
- تادئوش اومنیتسکی
- تادئوش فی‌یفسکی
- کشیشتف خامیتس
- رومان کوسوفسکی
- میه‌چیسواف استور
- الژبیتا چیژفسکا
- میه‌چیسواف کالنیک
- کاژیمیش رودزکی
- وسیوالاد سانایف
- استفان فریدمان
- گوستاو لوتکیه‌ویچ
- یژی موس
- توماش زالیفسکی
- ریشارد باریچ